# ماركو نيكوليتش
ماركو نيكوليتش (بالصربية: Марко Николић)‏ (20 أكتوبر 1946 – 1 يناير 2019) هو ممثل، من صربيا، ولد في كرالييفو.

## جوائز
حصل على جوائز منها:
- جائزة بافل فويسيتش  [لغات أخرى]‏
- الخاتم بنقش يواقيم فوجيتش [الإنجليزية]‏.

## وصلات خارجية
- ماركو نيكوليتش على موقع IMDb (الإنجليزية)
- ماركو نيكوليتش على موقع ألو سيني (الفرنسية)
- ماركو نيكوليتش على موقع أول موفي (الإنجليزية)
- ماركو نيكوليتش على موقع قاعدة بيانات الفيلم (الإنجليزية)
- ماركو نيكوليتش على موقع كينوبويسك (الروسية)